# 幸せな日々を君と
「幸せな日々を君と」（しあわせなひびをきみと）は、清木場俊介の通算17枚目となるシングル。2014年5月21日発売。

## 概要
前作「again」から約1年6か月ぶりのリリースで、2014年第1弾となるシングル。2011年に発売された「桜色舞うころ/メロディー」以来の1形態でのリリース。
本作はソロ名義では初のウェディングソング。発売に先行して、3月8日に『唄い屋・BEST Vol.1』（3月5日発売）とともに着うたがレコチョクと清木場モバイルにて配信された。
シングルは、2014年6月2日付のオリコン週間シングルランキングで16位を記録した。

## 収録曲
1. 幸せな日々を君と [6:43]
（作詞・作曲：清木場俊介 / 編曲：武部聡志）
ABC朝日放送『今ちゃんの「実は…」』2014年5月度エンディングテーマ
清木場の親友で、音楽活動をサポートしている川根来音の結婚式のために書き下ろした楽曲。2011年に行なわれた「CHRISTMAS CONCERT 2011 LOVE SONGS FOR WOMEN」でも披露されていたが、同名の映像作品には未収録となっていた[4][5]。
2. 名も無き花 [3:39]
（作詞：清木場俊介 / 作曲：川根来音）
アルバム未収録。
3. 幸せな日々を君と -instrumental- [6:41]

## 楽曲の収録アルバム
幸せな日々を君と
- MY SOUNDS